# گربر، کالیفرنیا
گربر (به انگلیسی: Gerber) یک منطقهٔ مسکونی در ایالات متحده آمریکا است که در شهرستان تهاما، کالیفرنیا واقع شده‌است. گربر ۲٫۳۹۰ کیلومتر مربع مساحت و ۱٬۰۶۰ نفر جمعیت دارد و ۶۸٫۸۹ متر بالاتر از سطح دریا واقع شده‌است.